# Lessing J. Rosenwald
Lessing Julius Rosenwald (Chicago, 10 febbraio 1891 – Jenkintown, 24 giugno 1979) è stato un imprenditore, collezionista d'arte, filantropo e mecenate degli scacchi statunitense.

## Biografia
Nato a Chicago, Lessing J. Rosenwald era il figlio maggiore di Julius Rosenwald, un panniere che divenne co-proprietario e fu presidente di Sears, Roebuck and Company dal 1908 al 1923, e presidente dal 1923 al 1932. Lessing lasciò l'Università di Cornell e andò a lavorare per Sears nel 1911 come addetto alle spedizioni, nel 1920 gli fu data la responsabilità di aprire un centro di fornitura di cataloghi per la crescente società di vendita per corrispondenza di Filadelfia. Visse molti anni a Jenkintown, Pennsylvania.

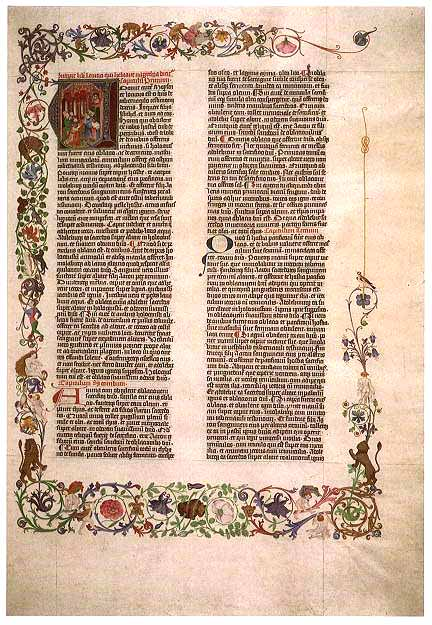
la bibbia gigante di Magonza donata da Rosenwald alla Biblioteca del Congresso

Successo a suo padre, fu presidente di Sears dal 1932 al 1939, quando decise di dedicarsi del tutto a collezionare libri rari ed arte, nonché alla gestione delle associazioni di beneficenza della famiglia, principalmente il fondo Julius Rosenwald, che garantiva borse di studio direttamente a centinaia di artisti, scrittori, ricercatori e intellettuali afroamericani. Nel 1943, si impegnò a donare le sue raccolte di 2.600 libri rari e 5.000 libri aggiuntivi alla Biblioteca del Congresso e 27.000 stampe e disegni alla National Gallery of Art, entrambi situati a Washington DC, dopo la sua morte. Fu uno dei donatori fondatori della National Gallery of Art quando fu inaugurata nel 1941. "La bibbia gigante di Magonza" è stata esposta permanentemente nella grande sala d'ingresso della Biblioteca del Congresso da quando Rosenwald l'ha donata nel 1952, quando il libro aveva 500 anni. Rosenwald era anche un appassionato di scacchi e donò denaro per sostenere gli scacchi americani. Ha sponsorizzato il campionato americano di scacchi dal 1957 al 1969.

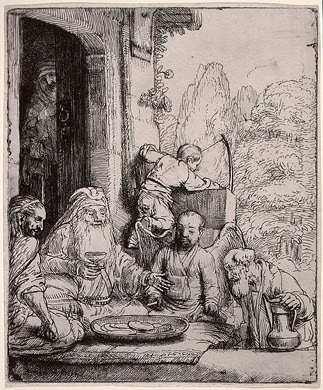
Abramo intrattiene i tre angeli di Rembrandt, 1656. uno dei 27,000 oggetti donati alla National Gallery of Art

L'importanza di J. Rosenwald come raro collezionista di libri e donatore alla Biblioteca del Congresso è descritta nel romanzo di David Baldacci, The Camel Club , London (Pan Books) 2006, p. 164 e seguenti.

## Attività politiche
Rosenwald era il più noto sostenitore ebreo dell'America First Committee, che sosteneva la neutralità americana nella seconda guerra mondiale prima dell'attacco a Pearl Harbor, ed era guidato dal suo successore a Sears-Roebuck e amico da tutta la vita Robert E. Wood. Appena tre mesi dopo la sua fondazione, nel dicembre 1940 si dimise dal consiglio di amministrazione per timori riguardo all'antisemitismo . È diventato direttore dell'Ufficio per la conservazione industriale nel Consiglio di produzione bellica durante la seconda guerra mondiale.
Nel 1943, Rosenwald accettò l'invito a diventare presidente dell'American Council for Judaism , un'associazione di ebrei anti-sionisti, carica che mantenne fino al 1955; in seguito rimase presidente del consiglio di amministrazione. Durante questo periodo, Rosenwald fu anche attivo nelle operazioni di salvataggio degli ebrei europei e sollecitò gli Stati Uniti ad ammettere un gran numero di rifugiati, sia ebrei che  gentili.